# Aaron Calver
 Aaron Robert Calver (Caringbah, 1996. január 12. –) ausztrál labdarúgó, a Perth Glory játékosa.